# Oligia grahami
Oligia grahami là một loài bướm đêm trong họ Noctuidae.